# Act of Accord
The Act of Accord godkändes av det engelska parlamentet i oktober 1460 och målade upp en nyordning vad gällde tronföjden efter Henrik VI av England. Henrik fick sitta kvar på tronen så länge han levde och sedan skulle den gå till Rikard, hertig av York och hans ättlingar, och åsidosätta prinsen Edvard av Westminster, Henriks egen arvinge.